# Flinsberg (Dürrwangen)
Flinsberg ist ein Gemeindeteil des Marktes Dürrwangen im Landkreis Ansbach (Mittelfranken, Bayern). Flinsberg liegt in der Gemarkung Neuses.

## Geografie
Der Weiler befindet sich in einer Waldlichtung am Hühnerbächlein, einem rechten Zufluss der Sulzach. Im Nordwesten befindet sich der Frickinger Wald und das Rabenholz, im Osten das Waldgebiet Tannenbusch und im Süden das Waldgebiet Eichelgarten. Die Kreisstraße AN 42 führt nach Dürrwangen (2,1 km östlich) bzw. nach Lehenbuch (2,5 km westlich). Eine Gemeindeverbindungsstraße führt nach Sulzach (1,4 km nordöstlich) bzw. am Goschenhof vorbei nach Neuses (0,9 km südlich).

## Geschichte
Die Fraisch über Flinsberg war strittig zwischen dem ansbachischen Oberamt Feuchtwangen, dem oettingen-spielbergischen Oberamt Dürrwangen und der Reichsstadt Dinkelsbühl. 1732 bestand der Ort aus 5 Anwesen. Die Dorf- und Gemeindeherrschaft und die Grundherrschaft über die 5 Güter stand der Reichsstadt Dinkelsbühl zu. Gegen Ende des 18. Jahrhunderts gab es ebenfalls 5 Anwesen und 1 Gemeindehirtenhaus. Grundherr war nach wie vor Dinkelsbühl (hiervon evangelische Kirchenpflege: 1 Gut; katholische Kirchenpflege: 1 Hofgut; Spital: 1 Hofgut, 1 Gut; Witwe des Dinkelsbühler Bürgermeisters Cronnagel: 1 Gut). Von 1797 bis 1808 unterstand der Ort dem Justiz- und Kammeramt Feuchtwangen.
Infolge des Gemeindeedikts wurde Flinsberg 1809 dem Steuerdistrikt Schopfloch und der Ruralgemeinde Lehengütingen zugeordnet. Mit dem Zweiten Gemeindeedikt (1818) wurde der Ort in die neu gebildete Ruralgemeinde Neuses umgemeindet. Am 1. Januar 1971 wurde der Ort im Zuge der Gebietsreform in Bayern nach Dürrwangen eingegliedert.

### Einwohnerentwicklung
| Jahr      | 001818 | 001840 | 001861 | 001871 | 001885 | 001900 | 001925 | 001950 | 001961 | 001970 | 001987 | 001995 | 002005 | 002011 | 002017 |
| Einwohner | 47     | 44     | 42     | 37     | 55     | 40     | 51     | 57     | 46     | 41     | 43     | 35     | 31     | 27     | 23     |
| Häuser    | 11     | 9      |        |        | 12     | 12     | 12     | 9      | 8      |        | 9      |        |        |        |        |
| Quelle    | [ 13 ] | [ 14 ] | [ 15 ] | [ 16 ] | [ 17 ] | [ 18 ] | [ 19 ] | [ 20 ] | [ 21 ] | [ 22 ] | [ 23 ] |        |        |        | [ 1 ]  |

## Religion
Der Ort ist seit der Reformation evangelisch-lutherisch geprägt und bis heute nach St. Wendelin (Lehengütingen) gepfarrt. Die Katholiken sind nach Maria Immaculata (Dürrwangen) gepfarrt.